# 북극성-3형
북극성 3호는 북한(조선민주주의인민공화국)의 준중거리 탄도미사일로 잠수함 발사 탄도탄이다. 미군은 북극성-3형에 KN-26이라는 코드명을 붙였다.

## 역사
2019년 10월 2일 수중발사로 공개된 북극성-3 미사일은 이전 북극성-1과 다른 중국제 SLBM과 흡사한 외형을 보이고 있다는 점이 특징이며 한반도와 일본 열도 전역을 사정권 내 두고 있다. 현재 북한이 보유한 가장 위협적인 비대칭 전력으로 평가받고 있다.
북극성3호의 계보는 첫 잠수함발사 탄도탄인 북극성 1호부터 시작하며 지상발사 중장거리 탄도탄인 북극성 2호의 후계 미사일이다.
2017년 8월 23일 조선중앙통신을 통해 '수중전략탄도탄 북극성-3' 라 적힌 개념도 일부를 내보내면서 그 존재를 드러낸 바 있다.
2019년 10월 2일, 동해상에서 시험 발사에 성공했다. 다음날인 2019년 10월 3일, 조선중앙통신이 북극성-3의 발사를 보도하며 공식적으로 확인되었다.
- 북극성 1호(KN-11)
- 북극성 2호(KN-15)
- 북극성 3호(KN-26)

## 연소시험
북한이 액체연료 엔진은 백두엔진이라는 이름과, 추력 등을 공개했지만, 고체연료 엔진은 크게 보도는 하였는데, 엔진 이름과 추력은 공개하지를 않았다.
2016년 3월 24일, 북한 조선중앙통신이 '대출력 고체로켓 발동기 지상 분출과 계단분리 실험'을 김정은 위원장이 현지 지도했다고 보도했다. 액체로켓은 수직으로 세워서 엔진 연소시험을 하고, 고체로켓은 수평으로 눕혀서 엔진 연소시험을 하는데, 눕혀서 연소시험중인 사진도 공개했다. 북한 노동신문은 이날 고체로켓 엔진 내부 구성도와 분사구에서 화염이 내뿜는 사진 등을 공개했다. 사진 상 드러난 모니터에는 로켓 엔진 연소시간 57.4초 등의 표시가 드러나 있다. 또 고체로켓 엔진 설계도와 시험 후 화염에 그을린 '고출력 고체로켓 엔진 분사구' 사진도 보도했다.
다만, 대출력이라고만 했지, 정확하게 추력이 몇톤힘(ton-force)인지는 공개하지 않았다. 고체는 세우기 번거롭고 힘이 들어서이지 모두 수직으로 세워서 연소시험 하는게 가능하다. 고체로켓은 공장에서 연료를 주입하는데, 연료를 주입한 후에는 엄청나게 무거워진다. 그래서 이를 수직으로 굳이 세우기가 번거롭다. 그래서 눕힌채로 연소시험을 한다.
2016년 3월 25일, 미국의 미사일 전문가인 마이클 엘레먼 국제 전략 연구소 연구원은 38노스 주최 간담회에서 북한이 공개한 사진을 보면 엔진 연소로 인한 화염이 불투명하다는 특징이 나타난다면서 고체 연료 로켓이 맞다고 말했다. 이어 엔진 연소가 비교적 장시간에 걸쳐 천천히 이뤄진다면서 이는 단거리나 중거리 미사일처럼 추진체가 하나인 로켓보다는 다단계 로켓의 상부(3단)에 사용하는 로켓일 가능성을 보여준다고 말했다.
2016년 3월 29일, 미국 항공우주연구기관인 에어로스페이스의 존 실링 연구원은 북한전문 웹사이트인 38노스 기고문을 통해, 북한이 시험했다는 로켓 엔진이 지름 약 1 미터 25 센티미터에 길이가 약 3 미터로 15톤에서 20톤 사이의 추력을 낼 수 있을 것으로 추정했다. 또 이 엔진을 바탕으로 만들어질 로켓이 다단계 로켓의 윗단일 것이라고 전제했다.
그러나 추력 20톤급을 대출력이라고 하는지는, 의문이다. 항우연은 선진국들의 액체연료 로켓 엔진이 추력 10톤, 30톤, 80톤의 3단계 개발방식을 취한다고 정부 보고서에서 분석했는데, 북한이 30톤급을 대출력이라고 하는지는 의문이며, 북한은 백두엔진 연소시험에서, 추력 80톤을 대출력이라고 보도하고 있다. 물론 백두엔진은 액체연료여서, 고체연료도 대출력이란 단어가 추력 80톤을 말하는지는 불분명하다. 그러나, 선진국들의 고체연료 모터 추력들을 보면, 20톤 추력을 대출력이라고 크게 축하하며 보도하는지는, 의문이다.
2017년 5월 22일, 조선중앙TV는 고체 연료 기반의 중장거리 탄도미사일 '북극성-2'형 최종시험 발사에 성공했으며, 김정은 국무위원장은 현장에서 발사결과를 분석한 후 실전배치를 승인하고 대량생산을 지시했다고 보도했다. 중앙통신은 또한 "최고령도자 김정은 동지께서 현지에 나와 지상대지상 중장거리 전략탄도탄 북극성-2형 시험발사를 참관했다"며 "이번 발사는 북극성-2형의 기술적 지표들을 최종확증하고, 전투환경 적응가능성을 충분히 검토해 부대들에 실전배비하자는 데 목적을 두고 진행했다"고 설명했다. 중앙통신은 이어 "이번 발사를 통해 리대식자행발사대차에서의 냉발사체계, 능동구간비행시 유도 및 안정화체계, 계단분리 특성, 대출력고체발동기들의 시동 및 작업특성들의 믿음성과 정확성이 완전확증됐다"며 "또한 핵조종전투부의 분리 후 구 중간구간조종, 말기유도구간에서의 모든 기술적 지표들이 원격측정자료에 의해 재확증됐다"고 주장했다.
이러한 보도를 종합해 보면, 북한이 2016년 3월 연소시험에서 말하는 대출력고체발동기가 북극성 2호의 1단 엔진임을 알 수 있다.
2017년 11월 13일, 일본 아사히 신문은 서울의 군 관계자를 인용해 북한이 미사일에 쓰이는 고체연료의 연소 시험을 이번 달만 여러차례 했다고 보도했다.
2019년 10월 2일, 북한이 수중에서 콜드 런치로 북극성 3형을 발사했다. 최초 시험발사이고, 성공적이었다. 보도된 사진을 보면, 북극성 2형 보다 훨씬 강력한 추력의 화염을 뿜어내었다. 그러면, 북극성 2형 엔진 시험 보도 말고, 3형 엔진 시험을 노동신문이 크게 보도했을텐데, 그러한 보도가 없다.
북한이 북극성 3형 1단 엔진의 추력을 밝히지 않으므로, 전세계 고체연료 SLBM 1단 엔진 추력을 비교해 보면, 대략 추측할 수 있다.
- 폴라리스 A1, 1단 추력 289.20 kN(29톤), 무게 12,700 kg, 사거리 1900 km, 2단 고체연료,  미국
- 폴라리스 A2, 1단 추력 310.80 kN(31톤), 무게 13,600 kg, 사거리 2820 km, 2단 고체연료,  미국
- 폴라리스 A2, 1단 추력 355.90 kN(35톤), 무게 15,870 kg, 사거리 4600 km, 2단 고체연료,  미국
- R-39, 1단 추력 2,060.00 kN(206톤), 무게 90톤, 사거리 8310 km, 3단 고체연료,  러시아

## 시험발사
2019년 10월 2일, 북한이 북극성-3형을 최초로 시험발사했다.
정경두 국방부 장관은 2일 국회 국방위원회 국정감사에서 북극성-1형과 북극성-2형의 사거리는 1300여 km라고 말했다. 따라서 3형은 훨씬 긴 사거리일 수도 있다.
2일 오전 7시 11분께 원산 북동쪽 17 km 해상에서 동쪽으로 발사한 북극성-3형의 최대 비행고도는 910 km, 비행거리는 약 450 km로 탐지되었다. 일본은 2발이라고 오보를 하였지만, 이후에 정정하였다. 1단 추진체의 낙하를 별개의 미사일로 파악한 것으로 보인다.
트럼프 대통령은 김정은 위원장이 2018년 6월 12일 싱가포르 2018년 북미정상회담에서 핵실험과 장거리 미사일 실험 중단을 약속한 이후로 이 약속을 지키고 있다면서 외교적 성과로 내세우고 있다. 그런데 이번에 최초로 장거리 미사일 실험을 단행했다. 장거리 미사일 실험 중단을 약속한 지 1년 3개월만에 약속을 위반했다.
그동안 베트남 하노이 2019년 2월 북미정상회담에서 합의에 실패하여, 2차례 북미 정상회담 중에서 실패한 것은 하노이 뿐이지, 싱가포르 2018년 북미정상회담은 잘 합의되었고, 서로 약속을 지키고 있다고 트럼프 대통령은 주장해 왔지만, 이번 북극성-3형 미사일 시험발사로 1차 북미회담도 완전히 파기되었다. 즉, 두 번의 북미 정상회담 모두 아무 성과가 없게 되었다.
미국은 강경파 존 볼턴 미국 국가안보보좌관을 내세워, 리비아 모델을 압박했다. 즉 최대한의 유엔 경제 봉쇄로 굶겨 죽이겠다면서, 굶어죽기 싫으면 선비핵화를 하라. 완전한 비핵화가 되었는지 IAEA가 사찰해서 검증한 다음에 유엔 봉쇄를 풀겠다고 매우 공격적으로 나왔다. 이에 북한은 역시 공격적으로 미국이 모든 한미군사훈련을 중단하고, 주한미군을 철수하고, 상호방위조약을 폐기하고, 핵우산조약을 폐기하고, 유엔 경제 봉쇄도 모조리 다 풀고 나면, 그 조치들을 평가하여 북한이 만족한 다음에, 북한이 알아서 비핵화를 좀 해줄 용의가 있다. 이렇게 주장해왔다. 그 주장 중에는 강경파 존 볼턴을 해고하라는 요구도 있었는데, 최근 미국은 존 볼턴을 해고하면서, 리비아 모델인 일시적 비핵화 CVID, 미국이 북한의 선비핵화를 평가한 후에 만족하면 유엔 봉쇄를 풀겠다는 입장에서 물러나, 북한의 단계적 비핵화 주장, 즉 북한이 미국의 조치를 평가하여 만족하면 비핵화를 좀 해줄 수 있다는 주장을 수용하는 방향으로 가고 있다. 그런 대화 흐름 중에 북한이 전격적으로 장거리 핵 탄도 미사일을 발사했다.

## 외양
김대영 한국국가전략연구원 연구위원은 “북극성-3형의 길이는 12m로, 기존 1·2형에 비해 3m 이상 길어졌고 사거리도 늘어났다”며 “새로운 잠수함을 공개한 이후 수순으로 신형 미사일 발사가 이뤄질 것으로 보인다”고 분석했다.
군사 전문가들은 "북극성 3형의 직경은 1형에 비해 30cm가량 늘어난 1.65m"라고 분석했다. 3형과 2형은 직경 차이가 거의 없었다. 북극성 3형 길이는 1·2형과 크게 다르지 않은 9m 안팎이었다. 신형 잠수함에 탑재할 수 있는 크기를 감안한 것으로 추정된다.
신종우 한국국방안보포럼(KODEF) 전문연구위원은 "북극성-1형은 길이 7.35m, 직경 1.1m 정도였으나, 북극성-3형은 길이 10m 이상, 직경 1.4m 이상으로 추정된다"면서, 사거리 5,000 km 정도로 추정된다고 말했다. 미국의 폴라리스 미사일이 번역하면 북극성이다. 따라서 폴라리스 A3는 북극성-3형과 비슷한 이름인데, 두 미사일의 길이, 직경이 동일한 것 같다는 전문가 분석이다.
2019년 10월 3일, 마이클 엘러먼 영국 국제전략문제연구소(IISS) 비확산ㆍ핵정책 프로그램 국장은 38노스 기고문을 통해 북극성-3형이 1.4∼1.5ｍ에 길이 7.8∼8.3ｍ 정도일 것으로 분석했다.
2019년 11월 11일, 장영근 항공대 항공우주·기계학부 교수가 공개한 '고체 추진제 북극성-3형 SLBM의 특성 및 성능 분석' 보고서에 따르면, 발사형상 사진 분석을 통해 북극성-3형의 길이는 직경의 약 5.48배라고 보고서는 분석했다. 직경 1.5~1.65m에 길이 8.2~9.0m라는 계산이 가능하다. 장 교수는 "북극성-3형이 3000t급의 잠수함에 탑재된다는 것을 고려할 때도 이 같은 추정이 타당하다"고 강조했다.

## 사거리
장영근 한국항공대 교수는 "북극성-3형에 500 kg짜리 핵탄두를 탑재할 경우 최대 2200 km를 날아갈 수 있을 것"이라고 보았다. 500 kg 핵탄두면 대략 500 kt 폭발력의 수소폭탄이다.
2019년 10월 7일, 복수의 정부 소식통에 따르면 북극성-3형은 2일 바지선에 딸린 수중발사 장치에서 발사된 직후 수 km 고도에서 1단 추진체가 분리됐다. 이후 정점고도(910여 km) 도달 직전에 2단 추진체가 분리된 후 최종 탄두부가 발사 장소에서 460여 km 떨어진 해상에 낙하했다. 북극성-1형(SLBM)과 북극성-2형(지대지 탄도미사일)은 발사 후 단 분리를 한 차례 하는 2단 고체추진체 미사일로 알려져 있다. 북극성-3형은 3단 고체추진체로 두 차례의 단 분리를 통해 사거리를 더 늘린 것이다.
미국은 사거리 1900 km로 추정했지만, 한국 일부 군사전문가들은 그 형태와 크기가 중국 인민해방군의 SLBM인 쥐랑-2(巨浪-2, JL-2)와 매우 흡사하다며, 사거리나 성능도 비슷할 가능성이 높다고 추측했다.
북극성 3호가 한국 정부의 분석처럼 3단 고체연료 SLBM이라면, 시사하는 바가 두가지다. 첫째, 유엔안보리 상임이사국 5개국만 3단 고체연료 SLBM를 보유하고 있다. 둘째, 3단 고체연료 SLBM의 최소사거리는 7200 km이다. 지상발사일 경우, 5500 km 이상이면 ICBM이라고 부른다.
전세계의 3단 고체연료 SLBM 사거리는 다음과 같다.
- UGM-96 트라이던트 I,  미국, 길이 10.2m, 직경 1.8m, 무게 33톤, 사거리 7400km
- UGM-133 트라이던트 II,  미국, 길이 13.41m, 직경 2.11m, 무게 58.5톤, 사거리 12000km
- UGM-133 트라이던트 II,  영국, 길이 13.41m, 직경 2.11m, 무게 58.5톤, 사거리 12000km
- M51 (유도탄),  프랑스, 길이 12m, 직경 2.3m, 무게 52톤, 사거리 10000km
- JL-2,  중국, 길이 13m, 직경 2m, 무게 42톤, 사거리 7200km
- RSM-56 불라바,  러시아, 길이 11.5m, 직경 2m, 무게 36.8톤, 사거리 8300km

문제는, 북한이 미국 러시아 중국처럼 지상발사형 ICBM을 배치하고 있는데, 3단 고체연료 ICBM 배치가 더욱 문제된다. 미국이 수십년째 배치중인 미니트맨 미사일과 비슷한 것을 북한이 지상배치할 수 있다는 의미이기 때문이다. 지상배치 ICBM은 제1격의 공격 수단이어서, 제2격 방어 수단인 SLBM 보다 심각한 위협으로 인식한다. 북한은 아직 3단 고체연료 ICBM은 배치한 적도 시험발사한 적도 없다고 알려져 있다. 그러나 북극성 3호가 한국 정부 말대로 3단 고체연료라면, 북한이 사상 최초로 ICBM, SLBM에 겸용할 수 있는 3단 고체연료 미사일을 시험발사한 것이다.
- LGM-30 미니트맨, 길이 18.2m, 직경 1.7m, 무게 35.5톤, 사거리 13000 km

위에 전세계 역사상 실전배치되었던 3단 고체연료 SLBM을 보면, 트라이던트I을 빼고는 모두 미니트맨 보다 무겁다. 고체연료 엔진의 연료효율이 모두 비슷하다고 본다면, 무게가 같은데 사거리가 짧다는 것은 탄두중량을 늘렸다는 의미일 뿐이어서, 탄두중량을 줄이면 매우 멀리 날아간다는 의미이다.
중국에서 베링해까지는 5000 km, 북한에서 배링해 까지는 4000 km 정도를 잠수함이 운항해야 한다. 왕복해도 10000 km 인데, 요즘 웬만한 디젤 잠수함도 순항거리가 15000 km 정도 된다. 배링해에서 미국 동부 뉴욕, 워싱턴까지 7000 km 떨어져 있다. 러시아는 동쪽 베링해나 서쪽 모스크바 위의 공해에서 미국 동부 뉴욕, 워싱턴까지 7000 km 떨어져 있다.

## 잠수함
신포급 잠수함, 북한 3천톤급 잠수함, 북한 4천톤급 잠수함에 탑재할 것으로 보인다.
북한이 지난 5월 이후 10차례에 걸친 단거리 유도무기(미사일+방사포) 4종 세트 발사에 이어 연말 진수식을 앞둔 북한 3천톤급 잠수함에 탑재할 사거리 2000∼3000km 추정 북극성-3형 시험 발사에 성공한 것으로 확인될 경우 이는 동북아 군사력의 ‘게임 체인저’로 작용할 것으로 보인다. 북한은 신포조선소에서 SLBM 3기 탑재가 가능한 북한 3천톤급 잠수함 진수 준비를 본격화하고 있다.
- 신포급 잠수함, 배수량 2천톤, SLBM 1발, 북극성 3호
- 신포C급 잠수함, 배수량 3천톤, SLBM 3발, 북극성 3호
- 북한 4천톤급 잠수함, 배수량 4천톤, SLBM 6발, 북극성 3호

## 제원
- 길이: 10 m 이상
- 직경: 1.4 m 이상
- 엔진: 3단 고체연료
- 사거리: 2000 km 이상

## 같이 보기
- 북극성 4호